# 肯尼亞國徽
肯尼亞國徽為一盾徽，顏色及其意義與國旗同。中間抓著斧頭的雄雞，象徵新生和繁榮。兩旁有獅子護盾並持矛。下為肯尼亞山，長滿了玉米、鳳梨、劍麻、茶樹、咖啡、除蟲菊等農作物。綬帶上以斯瓦希里語書「共處」。